# Ivar Wahl
Johan Ivar Wahl, född 31 augusti 1884 i Falköping, död 27 mars 1953 i Stockholm, var en svensk grosshandlare.
Wahl, som var son till fabrikör Robert Wahl och Emma Andersson, bedrev bland annat läroverks- och språkstudier. Han var handelsresande hos AB Paulin & Synnergren i Helsingborg 1905, delägare i Bröderna Wahls Kolonialvarubolag i Västervik 1906–1907, delägare i Ernst Wahl & Co i Stockholm 1914–1916, bedrev därefter egen agenturrörelse till 1927, var ägare av Wahls Pianomagasin 1927–1933 samt grundade firma Ivar Wahl, trikåvaror en gros, 1934, ombildat till aktiebolag 1939 och var ägare av detta företag.
Efter Wahls frånfälle drevs Ivar Wahl AB vidare av sonen David Wahl tillsammans med bröderna Gösta (produktchef) och Bertil (marknadschef).